# Андрій Юродивий Константинопольський
Андрій Юродивий (або Андрій Константинопольский, ? — 936) — православний святий, що прославився подвигом юродства.
День пам'яті: 2 (15 жовтня);

## Біографія святого
Андрій, за походженням слов'янин, став рабом одного знатного чоловіка по імені Феогност.
Святий став улюбленим рабом Феогноста, і згодом останній віддав його навчатись Святому Писанню.
Згодом Андрій прийняв подвиг юродства. Жив, Христа ради юродивий на вулиці, в бідності й холоді. Але ніколи не засуджував за це Бога.[джерело?]
За легендою, святий сподобився зі своїм учнем Епіфанієм побачити Пресвяту Богородицю, в оточенні ангелів і святих. Під час Всенічної служби, Вона стоячи на колінах зі сльозами молилась за спасіння народу в місті, яке оточили вороги. Потім Пресвята Богородиця зняла зі своєї голови ясний плат-омофор і накрила цим покровом весь народ, що був у церкві. Це означало спасіння жителів міста. А чудо це, ще й досі шанується в православ'ї. Це свято звуть Покровом Пресвятої Богородиці.
Святий отримав від Бога дар пророцтва й прозорливості, а також врятував дуже багато душ від погибелі.
Пам'ять святого в православній церкві вшановують 15 жовтня (2 жовтня за старим стилем).